# دستور البحرين
للبحرين دستورين اثنين في تاريخها الحديث. صدر الأول في عام 1973 والثاني في عام 2002.

## الدستور 1973
- النص الكامل لدستور 1973 باللغة الإنجليزية

تم كتابة دستور 1973 بعد وقت قصير من استقلال البحرين عن بريطانيا في عام 1971. في عام 1972 أصدر الحاكم الشيخ عيسى بن سلمان آل خليفة مرسوما ينص على انتخاب الجمعية التأسيسية التي من شأنها أن تكون مسؤولة عن صياغة وإقرار الدستور. كان جمهور الناخبين للجمعية التأسيسية من المواطنين الذكور الذين لا تقل أعمارهم عن العشرين عاما. تألفت الجمعية التأسيسية من اثنين وعشرين نائب منتخب بالإضافة إلى اثني عشر عضوا من مجلس الوزراء وثمانية أعضاء يعينهم مباشرة الأمير عيسى.
صاغ المجلس التشريعي الدستور الذي من خلاله نص على انتخاب 30 عضوا للمجلس الوطني بغرفة واحدة من خلال الاقتراع العام (على الرغم من أن الامتياز كان مقتصرا على الذكور) بالإضافة إلى أربعة عشر وزير معينين في المجلس بحكم مناصبهم. صدر الدستور بمرسوم أميري في ديسمبر عام 1973.
عقد انتخابات برلمانية واحدة فقط في ظل دستور عام 1973 قبل أن يلغى من قبل الأمير عيسى في عام 1975 حيث حكم البلاد تحت قوانين الطوارئ من عام 1975 إلى عام 2002.

## الدستور 2002
- النص الكامل لدستور 2002 باللغة الإنجليزية

بعد وفاة الأمير عيسى في عام 1999 اعتلى العرش ابنه البكر حمد بن عيسى آل خليفة. سعى إلى وضع حد لأحداث التسعينات في البحرين عندما أعلن عن مجموعة جديدة من الإصلاحات الديمقراطية بما في ذلك وعد بالعودة إلى الحكم الدستوري.
في عام 2001 وضع الملك حمد قدما في ميثاق العمل الوطني الذي من شأنه إعادة البلاد إلى الحكم الدستوري. وقد المعارضة عارضت ميثاق العمل الوطني داعية إلى العودة بالعمل بدستور 1973 الذي كان أبرز التغييرات به التحول من برلمان بغرفة واحدة إلى برلمان من مجلسين. ذكر ميثاق العمل الوطني على أن السلطة التشريعية سوف تتألف من مجلسين أحدهما يتشكل من خلال انتخابات حرة ومباشرة والآخر سيتم تعيين الأشخاص أصحاب التجربة والخبرة الذي من شأنه أن يعطي المشورة عند الضرورة. اعتبرت جماعات المعارضة هذا البيان غامضا للغاية وظلت تعارض ميثاق العمل الوطني.
استجاب الملك حمد لمطالب المعارضة وقال أنه وقع على وثيقة توضيح فقط أن مجلس النواب المنتخب من المجلس الوطني سيكون له السلطة التشريعية بينما سيكون لمجلس الشورى المعين دور استشاري فقط. بناء على هذا التأكيد قبلت المعارضة المشاركة في التصويت على ميثاق العمل الوطني بنعم في استفتاء وطني. تم قبول الميثاق في استفتاء عام 2001 بنسبة 98.4٪.
ومع ذلك في عام 2002 أصدر الملك حمد دستور عام 2002 دون أي تشاور عام حيث أعطي مجلس الشورى المعين سلطات تشريعية متساوية مع مجلس النواب المنتخب ناقضا وعدا أعلنا علنيا في عام 2001. نتيجة لذلك عقد الانتخابات البرلمانية في وقت لاحق من ذلك العام في ظل مقاطعة أربع جمعيات سياسية وهي جمعية الوفاق الوطني الإسلامية الأكثر شعبية في البلاد وجمعية العمل الوطني الديمقراطي أكبر جمعية سياسية يسارية وجمعية العمل الإسلامي الشيعية الصغيرة وجمعية التجمع الديمقراطي الوطني البعثية القومية الصغيرة.